# Krunidba
Krunidba je kraljevska, carska ili državna svečanost koja označava predaju vladarskih ovlasti stavljanjem krune na glavu monarha. Monarh koji prođe svečanost krunidbe je okrunjen. Osim samoga čina postavljanja krune na glavu monarha, krunidbena svečanosti kršćanskih monarha često uključuje pomazanje svetim uljem. Monarhu se tijekom ceremonije predaje i ostatak regalije, npr. kraljevsku jabuku (globus cruciger) i žezlo. Svi su ti predmeti od velike povijesne i religijske važnosti.

## Krunidba i vladarsko pravo
Krunidba obično nije potrebna da bi osoba koja je zakonski naslijedila prijestolje vladala ili bila smatrana zakonskim monarhom. Mnogi monarsi ili nisu vladali dovoljno dugo da bi održali krunidbu, ili im krunidba nije bila omogućena (npr. za vrijeme okupacije zemlje). Npr., Edvard V. Engleski vladao je samo dva mjeseca i nije stigao biti okrunjen, ali je nesumnjivo bio monarh. Međutim, nakon Ausgleicha, odnosno uspostavljanja dvojne monarhije između Austrije i Mađarske, austrijski car morao je biti okrunjen za mađarskoga kralja da bi mogao preuzeti vlast nad Mađarskom.

## Religijska obilježja krunidbe
Krunidba je uvijek religijskoga karaktera jer se vjerovalo kako su monarsi izabrani od samoga Boga za vladanje pojedinim područjem. U skladu s naukom Božanskoga prava kraljeva smatralo se da je krunu monarhu podario sam Bog. Mnogi suvereni i danas vladaju Milošću Božijom (lat.: Dei gratia).
Uz cara ili kralja obično je okrunjena i njegova supruga, iako suprug carice ili kraljice nije okrunjen osim ako i sam nije proglašen monarhom. Okrunjene glave tradicijski ne prisustvuju krunidbi druge osobe. To je zato što krunidba uključuje iskazivanje poslušnosti novookrunjenom monarhu, a monarsi ne iskazuju poslušnost drugim monarsima koji se smatraju njima jednakima. S druge strane, papa je iznad kralja, te stoga kraljevi i kraljice mogu prisustvovati krunidbi pape. Iz istoga razloga carevi i kraljevi ne prisustvuju krunidbi svojih supruga, jer su oni kao monarsi viši od njih i ne mogu im iskazivati poslušnost.
Krunidba careva Svetoga Rimskoga Carstva i njihovih supruga obnašale su pape, koje su birali carevi, sve dok borba za investituru nije okončala ovu tradicijsku vezu cara i pape. Krunidbu ostalih katoličkih monarha provodio je najviši vjerski autoritet u državi, dok krunidbu protestantskih monarha koji su najčešće sami najviši vjerski autoritet u državi izvršava određeni nadbiskup (npr. nadbiskup od Canterburya kruni britanske monarhe). Neki su monarsi okrunili sami sebe -  to je bio običaj kod bizantskih i ruskih careva, te samoproglašenih monarha poput francuskih careva iz dinastije Bonaparte.
Krunidba se obično održava u glavnoj katedrali ili najsvetijoj bazilici u zemlji. Engleski i britanski monarsi nisu okrunjeni u katedrali jer ona pripada pod upravu (jurisdikciju) biskupa, već u Westminsterskoj opatiji koja je pod izravnom upravom britanskoga monarha koji je također i na čelu Anglikanske crkve. Francuski kraljevi bili su okrunjeni u katedrali Notre-Dame de Reims, a njihove supruge u bazilici Saint-Denis.

## Krunidba danas
U kršćanskim kraljevstvima i carstvima krunidba je nekada bila važna svečanost koja je značila priznavanje i prihvaćanje osobe za zakonitoga monarha. Krunidba kao takva opstala ke još samo u Ujedinjenome Kraljevstvu, gdje je monarh još uvijek službeno okrunjen. Monarsi ostalih zemalja odrekli su se te svečanosti i svoj dolazak na tron obilježavaju mnogo jednostavnijom ceremonijom ustoličenja.
Krunidba je u Norveškoj odbačena 1908. godine i norveški monarh otada samo polaže zakletvu. Međutim, po svomu dolasku na prijestolje 1958. godine kralj Olav V. je želio primiti blagoslov Norveške Crkve za svoju vladavinu, pa je uvedena benedikcija. Ta je svečanost mnogo jednostavnija, ali uključuje blagoslov Crkve i kruna je istaknuta na oltaru. Kralj Harald V. i kraljica Sonja primili su benedikciju 1991. godine. 
U Švedskoj monarh nije okrunjen još od 1873. godine. Španjolski monarsi imaju cermeoniju koja se naziva krunidbom, ali tijekom te svečanosti kruna se više ne stavlja na monarhovu glavu, već je samo istaknuta na oltaru. Belgija, s druge strane, nije nikada ni imala krunu, osim kao heraldički element.
Od 1305. do 1963. pape su bili krunjeni papinskom tijarom, poznatom i kao „triregnum”, u bazilici sv. Petra u Rimu. Posljednji okrunjeni papa bio je Pavao VI. Sljedeća trojica papa - Ivan Pavao I., Ivan Pavao II. i Benedikt XVI. - odbili su krunidbu i zamijenili ga ustoličenjem. Budući papa, međutim, ima mogućnost ponovno organizirati tradicijsku krunidbu.
Prva snimljena krunidba bila je krunidba ruskoga cara Nikole II. i njegove supruge Aleksandre, održana 26. svibnja 1896. godine. Prva krunidba koja se mogla uživo gledati preko televizije bila je krunidba britanske kraljice Elizabete II. Njezina krunidba održana je 2. lipnja 1953. godine, a prenosio ju je BBC. Smatra se da je kraljičinu krunidbu pratilo 20 milijuna gledatelja, što je najveći broj u povijesti televizije do tada.

## Vanjske poveznice
- Krunidba cara Nikole II. (video)
- Krunidba kraljice Elizabete II. (video)